# Cymodocée
Pour l’article homonyme, voir Cymodocea nodosa.
Dans la mythologie grecque, Cymodocée,(en grec ancien Κυμοδόκη) est une nymphe ou Néréide, fille de Nérée et de Doris, citée par Hésiode, Homère et Hygin dans leurs listes de Néréides.
Elle fait partie de celles en qui sont changés par Cybèle les vaisseaux d'Énée au moment où les Rutules voulaient les incendier.

## Fonctions
Cymodocée est la Néréide capable de « stabiliser les vagues » qui, avec ses sœurs Amphitrite (l'épouse de Poséidon) et Cymatolège, possède le pouvoir de calmer les vents et la mer.

## Famille
Ses parents sont le dieu marin primitif Nérée, surnommé le vieillard de la mer, et l'océanide Doris. Elle est l'une de leur multiples filles, les Néréides, généralement au nombre de cinquante, et a un unique frère, Néritès. Pontos (le Flot) et Gaïa (la Terre) sont ses grands-parents paternels, Océan et Téthys ses grands-parents maternels.

## Mythologie et littérature
Cymodocée est mentionnée comme l'une des 32 Néréides qui se rassemblent sur la côte de Troie, remontant des profondeurs de la mer pour pleurer avec Thétis la mort future de son fils Achille dans l'Iliade d'Homère.
Pour Virgile, elle fait aussi partie du cortège de Poséidon : 

« Glisse légèrement le char bleu foncé [de Poséidon] sur la surface de la mer : (...) Puis viennent ses serviteurs (...) À gauche se trouvent Thétis et Mélité et la jeune fille Panope, Nésée aussi, et Spéio, Thalie et Cymodocée. »

Elle apparait également dans la poésie de Stace : 

« Les eaux en croissant d'une baie tranquille percent la ligne courbe des falaises de chaque côté. L'endroit est un don de la nature : une seule plage s'étend entre la mer et la colline, se terminant vers la terre par des rochers en surplomb... C'est ici que le chœur agile [les Néréides] de Phorcus voudrait se baigner, ainsi que Cymodocée aux tresses ruisselantes et Galatée couleur vert d'eau. »

## Inspiration
Cymodocée a inspiré :
- Michel Pichat, Eudore et Cymodocée, tragédie en 5 actes, 1824
- Mme de Saint-Jean, Cymodocée, poème épique, 1891
- Chateaubriand, Les Martyrs, 1809
- un genre d'herbes marines, Cymodocea, érigé par Karl Dietrich Eberhard König en 1805.